# 肥料換穀
肥料換穀（ひりょうかんこく）は台湾で戦後採用された経済、農業政策の一つ。
肥料換穀政策の内容は、化学肥料を政府の専売とし、農家は必要な化学肥料を穀物と現物交換により調達するというもの。当時の台湾での主要農作物は蓬萊米であり、蓬莱米の栽培には大量の化学肥料を必要としていた。そのため化学肥料の主要材料の尿素及び液体アンモニアを国家の独占事業とし、その交換比率を政府管理下に置くことで、政府が米の流通を制御することが可能となった。また一種の隠匿税としても機能し、国家財政に寄与した。1948年9月に公布された「台湾省政府化学肥料配銷弁法」に同制度は依拠し、1950年より20年あまりにわたって実行され、1973年に行政院が発表した「加速農村建設九大措施」で廃止された。
肥料需要に政府の肥料生産が応じきれない状況が頻発した事、交換手続きの煩雑さ、輸送の問題から、肥料換穀は農業現場からは否定的な評価を受けた。しかしこの政策によって穀物・農地の価格が低水準で安定し、余剰資本を工業発展に投資できる環境が実現された点は評価された。